# 廷達羅斯獵犬
廷达罗斯猎犬（英語：Hounds of Tindalos）是由弗兰克·贝尔纳普·朗创造的一种虚构生物，后来奧古斯特·德雷斯将其编纂进了克苏鲁神话。最早出现在朗发表于1929年3月的《诡丽幻谭》杂志上的短篇小说《廷达罗斯的猎犬》中。洛夫克拉夫特在他的短篇小说《暗夜呢喃》（1931年）中也有提及。 

## 简介
弗兰克•贝尔纳普的故事讲述了主角借助致幻剂和古代神器的力量进行时间旅行的实验，最终被廷达罗斯猎犬追杀的故事。
猎犬们居住在「角度」的时空中，与生活在「曲线」的时空中其他普通生命（如人类）不同。虽然因为这个令人联想的名字，画家有时会把廷达罗斯猎犬画成一种犬类动物。但实际上它们的外形不为人知，朗和洛夫克拉夫特都没有描述过它们的外形，因为「它们过于污秽，无法描述」。朗的故事中说，名字“掩盖了它们本质的污秽 ”。它们有中空的长舌头，用于吸干受害者的体液，还会排出一种怪异发臭的蓝色黏液。它们能在房间角落等有“角度”(小于120度)的场所实体化。当廷达洛斯猎犬出现的时候，首先会在房间的角落冒出烟雾，然后从烟雾中出现猎犬的头部，接着是整个身体。只要一个人进行过时间旅行，猎犬就可能注意到他，对他穷追不舍。

### 资料来源
- Long, Frank Belknap. "The Hounds of Tindalos" (1929). In Tales of the Cthulhu Mythos (1st ed.), Random House, 1998. ISBN 0-345-42204-X.